# Unión Deportiva Teruel
La Unión Deportiva Teruel fue un club de fútbol español, de la ciudad de Teruel, en Aragón. La entidad fue fundada originalmente en 1930 bajo el nombre de Rapid Sporting Club Turolense. Tras varias transformaciones desapareció en 1947. La Unión Deportiva Teruel se considera el germen del actual Club Deportivo Teruel.

## Historia
Antecedentes
La Unión Deportiva Teruel fue la consecución de varias transformaciones como club de diferentes entidades que agrupaban el mejor fútbol local, sin embargo sin llegar a ser punteros equipos en el panorama regional.
En 1943 se dio un fuerte impulso para que se formara la entidad a la que nos referimos, que lograría ascender a categoría nacional y competir en la Copa del Generalísimo.
Cambios de nombre
Como muchos equipos de fútbol en España la Unión Deportiva Teruel cambió de nombre durante su historia, pasando a denominarse desde su fundación de las siguientes formas:
- Rapid Sporting Club Turolense (1930-39)
- Teruel Foot-ball Club (1939-41)
- Teruel Club de Fútbol (1941-43)
- Unión Deportiva Teruel (1943-47)

Como equipo profesionalizado se considera la Unión Deportiva Teruel, tras una profunda remodelación institucional.
Como Unión Deportiva Teruel
Participó en tres ocasiones en la Tercera División de España y en una ocasión en la Copa del Generalísimo. En la competición liguera nacional consiguió un meritorio tercer puesto en su grupo en su debut en la categoría, en la temporada 1943-44. Haría su debut en Copa en 1944, y tras superar cuatro eliminatorias caería en la 5ª ronda contra el por aquel entonces denominado Club Gimnástico de Tarragona. En liga, dos temporadas más duraría su andadura en Tercera, descendiendo en la 1945-46, campaña en la que acabaría en posición de colista de un grupo de diez junto con clubes valencianos y mallorquines. En Primera Regional, categoría a la que renuncia, acabaría su periplo como club, debido a su inviabilidad presupuestaria, en una institución completamente ahogada en su economía.

## Uniforme
El Rapid Sporting Club Turolense originalmente vestía camiseta azulina con pantalón blanco. Durante los años que el club compitió con la denominación de Teruel Club de Fútbol y su homónimo previo en inglés seguiría vistiendo con la misma indumentaria.
| 1930-1943 Uniforme original | 1943-1947 Uniforme posterior |  |

En 1943, bajo una profunda reestructuración del club adopta los colores de camisa roja, pantaloneta azul oscura y calzas negras. Además esta última equipación sería la que adoptaría posteriormente el Club Deportivo Teruel como su indumentaria original. Por su camiseta grana jugadores y aficionados de ambos clubes eran conocidos como Rojillos.

## Datos del club
- Temporadas en Tercera División: 3.
- Participaciones en la Copa del Rey: 1.
- Debut en Tercera División: 1943-44.
- Debut en la Copa del Rey: 1944.
- Mejor puesto en liga (en Tercera División): 3º (temporada 1943-44).
- Peor puesto en liga (en Tercera División): 10º  (temporada 1945-46).
- Único puesto en copa (en Copa del Rey): 5ª ronda (1944).